# Царска гара в Казичене
Царската гара в Казичене е стара, нефунционираща железопътна гара на село Казичене, намираща се в състояние на почти пълна разруха (към 2024 г.).
Гарата има и полева железопътна линия с дължина 3,5 километра и междурелсие 600 mm, която работи от около 1906 до 1918 г. Маршрутът ѝ е минавал от гарата в Казичене, днес квартал на София, до двореца „Врана“.
Теснолинейката е построена от 1906 г. и е открита през 1911 г. Тя служи за снабдяване на двореца „Врана“ (Двореца на враните) с въглища, храна и други стоки. Използван е и за качване на чуждестранни държавни глави, пристигнали със стандартната железопътна линия. Сред най-известните пътници са българските царе Фердинанд I и Борис III. също много влиятелни политици и личности, включително по-късния германски външен министър Йоахим фон Рибентроп и германския дипломат Константин фон Нойрат, британския крал Джордж V и императора на Австро-Унгария Карл I.
Цар Борис III е могъл сам да управлява локомотива, тъй като е положил изпит за локомотивен машинист на 17 години с локомотив № 324 по жп линията Каспичан – Варна.
Останките от железопътната линия все още са били запазени през 60-те години на XX век, но оттогава са били бракувани. Рухналата царска гара в село Казичене е обявена за архитектурно-строителен паметник на културата през 2008 г., но това първоначално не спира упадъка. През 2020 г. държавната компания за железопътна инфраструктура започва обновяването на гарата. Финансирането, осигурено чрез държавната оперативна програма „Транспорт“, е в размер на 1,3 млн. лв.

## Описание
Сградата е построена във виенски архитектурен стил. Чакалнята е оформена като приемен салон с две странични помещения и великолепни арковидни прозорци. Богатата орнаментика по фасадата е особено пластична и изящна на двете входни арки, имала е подпокривни декоративни корнизи, на двете си къси страни е имала козирки, имала е и чугунени колони с декоративни капители, на които се крепи покривът, и козирки. Подът ѝ е бил постлан е керамични подови плочки с глазура, оцветени в цвят охра, в специални цилиндрични ниши в салона чакалнята е имала и две кахлени печки. Строежът на гарата съвпада със закупуването на стария турски чифлик „Чардаклия“ от цар Фердинанд и изграждането на резиденцията дворец „Враня“.

## Локомотиви
Един от парните локомотиви е произведен от А. Борсиг в Берлин през 1906 г. с фабричен номер 5912. По-късно получава фирмен номер 202 на БДЖ и през 1938 г. е доставен на военния завод в Казанлък. От 1965 г. е изложен в двора на локомотивно депо Стара Загора без задна стена на кабината на машиниста и с водосточна тръба като комин.

## Бележити пътници
| Бележити пътници | Бележити пътници                                                                                      |
| Име | Длъжност                                                                                              |
| --- | --- |
| Джорж V и Едуард VIII | императори и британски крале                                                                          |
| Вилхелм II | германски кайзер                                                                                      |
| Карл I и Зита | император и иператица на Австро-Унгария                                                               |
| Елена | италианска кралица                                                                                    |
| Александър | сръбски крал                                                                                          |
| Карол II | румънски крал                                                                                         |
| Лудвиг III | баварски крал                                                                                         |
| Фридрих Август III | саксонски крал                                                                                        |
| Юсуф Изеддин | османски престолонаследник                                                                            |
| Александър Михайлович (син на Царя-Освободител Александър II) и съпругата му великата Княгиня Мария Павловна                    | царстващи персони                                                                                     |
| Владимир Александрович | велик княз                                                                                            |
| Николай Николаевич | велик княз                                                                                            |
| Николай Игнатиев | посланик, граф                                                                                        |
| Сакс-Кобург-Гота Карл Едуард, роден Херцог на Олбани, и съпругата му принцеса Виктория Аделхайд фон Шлезвиг-Холщайн             | царстващи персони                                                                                     |
| Филип и сина му Леополд Клемент фон Заксен, Кобург и Гота                                                                       | немски принцове                                                                                       |
| Албрехт | вюртембергски херцог                                                                                  |
| Мафалда | италианската принцеса                                                                                 |
| Бергамо Адалберто Савойски и Генуезки                                                                                           | негово Царско Височество, херцог                                                                      |
| Фердинандо Палавичино | италиански маркиз                                                                                     |
| Де Кергариюц | френски маркиз                                                                                        |
| Галеацо Чано | външен министър на Италия и зет на Бенито Мусолини, граф                                              |
| Йоахим фон Рибентроп | външен министър на Третия райх                                                                        |
| Константин фон Нойрат | външен министър на Третия райх                                                                        |
| Аугуст фон Макензен | кайзеров фелдмаршал                                                                                   |
| Херман Гьоринг | нацистки райхсмаршал, комндир на Луфтвафе                                                             |
| Ерих Редер | гросадмирал на Кригсмарине                                                                            |
| Вилхелм Густав Кайтел | нначалник штаба на Върховното главнокомандване на въоръжените сили на Третия райх, генерал-фелдмаршал |
| Фон Щенграхт | държавен подсекретар на Третия райх, барон, командващ Вермахта на Балканите                           |
| Зигмунд Вилхелм Лист | фелдмаршал                                                                                            |
| Фон дер Марвиц | адмирал                                                                                               |
| Ойген Отт | командващ действащия на Балканите 30-и корпус на Вермахта, генерал                                    |
| Фьодор Толбухин | командващ Трети украински фронт на Червената армия, маршал на СССР                                    |
| Сергей Бирюзов | маршал на СССР                                                                                        |
| Уилям Донован | директор на Управлението на стратегическите служби на САЩ                                             |
| Болдридж | американски сенатор                                                                                   |
| Удроу Уилсън | американски пълномощен министър                                                                       |
| Джордж Рендел | британски пълномощен министър, сър                                                                    |
| Кимон Георгиев | министър председател                                                                                  |
| Г. М. Димитров | депутат от БЗНС                                                                                       |
| Никола Петков | депутат от БЗНС                                                                                       |
| Георги Димитров | министър председател на НРБ                                                                           |
| Васил Коларов | министър председател на НРБ                                                                           |
| Вълко Червенков | министър председател на НРБ                                                                           |
| Антон Югов | министър председател на НРБ                                                                           |
| Цола Драгойчева | член на Политбюро на БКП                                                                              |
| Тодор Живков | министър председател на НРБ                                                                           |
| Мустафа Кемал Ататюрк | основател на съвременната турска държава                                                              |
| Анте Павелич | основател на съвременната хърватска държава                                                           |
| Мехмед Шукри паша | пленен командващ Одринската крепост                                                                   |
| Явер паша | пленен командващ турския корпус в Беломорието                                                         |
| Рабиндранат Тагор | бележит индийски писател                                                                              |
| Фьодор Шаляпин | бележит руски оперен певец                                                                            |
| Джеймс Баучър | ирландси журналист                                                                                    |
| Елин Пелин | български писател                                                                                     |
| Амеде дьо Форас, Робер дьо Бурбулон, Алаксандър дьо Грено, П. де Шевермон, Де Кленшан, Епингхофен, Ебнер-Ешенбах, Фон дер Лааба | придворни благородници на българската корона                                                          |